# Josefa Segovia
Josefa Segovia, död 5 juli 1851, var en mexikan-amerikansk kvinna som blev avrättad för mord i Downieville i Kalifornien. 
Hon avrättades genom hängning för mord på gruvarbetaren Frederick Cannon. Hon är den första och enda gravida person som avrättats i Kalifornien. Hennes avrättning är berömd i Kaliforniens historia och blev en del av folkloren och föremål för mytbildning.